# 関西青酸連続死事件
関西青酸連続死事件（かんさいせいさんれんぞくしじけん）は、2007年（平成19年）から2013年（平成25年）にかけ、京都府・大阪府・兵庫県の3府県で、高齢男性3人が青酸化合物によって殺害され、1人が青酸中毒になった事件。
メディアや著作者によっては、似た事件が描かれる黒川博行の小説のタイトルを取って「後妻業事件」と呼ばれることもある。
本事件の犯人であるK・C（2021年に死刑が確定）は、一連の事件の被害者である4人の他にも、4人の高齢男性に対する青酸化合物による殺人を認める供述をしていたが、有力な物証がなかったことから不起訴処分となっている。

## 事件の概要
一連の事件で起訴され2021年（令和3年）に死刑が確定した女Kは1946年（昭和21年）11月28日生まれ。
本事件は2013年12月に京都府向日市の男性A（死亡時75歳）が死亡した際の司法解剖において青酸化合物が検出されたのが端緒となり発覚した。Aは妻K（事件当時67歳）と結婚相談所を介して知り合い、2013年11月に結婚したばかりであった。警察の捜査によりKは事件当時、約1000万円の借金を抱えており、Kの周辺では1994年以降男性10人が死亡し、総額で数億円の遺産を受け取っていたことも判明した。このため遺産取得を目的とした連続殺人事件の疑いが浮上した。
捜査の結果Kは、残された血液や胃から青酸化合物が検出されたAと大阪府貝塚市の男性B（2012年3月死亡。死亡時71歳）、死亡時に残された診断記録などから青酸中毒死であると判断された兵庫県神戸市の男性C（2007年12月に路上で倒れ、2009年5月死亡。死亡時79歳）と兵庫県伊丹市の男性D（2013年9月死亡。死亡時75歳）の計4名の死について逮捕・起訴された。捜査段階でKはそれ以外の4件についても犯行を自供していたが、証拠不十分で書類送検後に不起訴になっている。
Kは結婚相談所などを通じて知り合った被害者に健康食品のカプセルに入れた青酸化合物を飲ませて殺害した。生前に被害者らは遺産をKに相続させる旨を記した遺言公正証書を作成しており、Kは死亡保険金などを手にした。また、Cと交際して結婚を約束しながら殺害した同時期にAとの結婚準備を進めるなど、複数人への交際・犯行を同時進行させていたことも発覚している。
青酸の入手ルートに関してKは最初の夫と経営していたTシャツのプリント加工会社に出入りしていた業者から「印刷を失敗したときにこれを使うと色を落とせると貰った」としているが、業者の詳細については明かしていない。
裁判を傍聴し、Kと拘置所での面会を繰り返し行った安倍龍太郎と小野一光はともに自著において公判中も面会中においてもKによる被害者や遺族への心からの謝罪がなかったことを指摘している。一審判決の中でもKに明確な謝罪の言葉がなかったことが指摘されている。
安倍は自著の中でKが謝罪の気持ちを持てない背景をKの発言などから以下のように推測している。
安倍、小野と同様、Kと面会した片岡健はKとのやりとりから以下のように記している。

## 事件の経過
1994年（平成6年）、Kの最初の夫が死亡。夫と共にTシャツのプリント加工会社を営んでいたKは、夫の死によって得た約2000万円の生命保険金を会社の借金返済に充てた。
1998年（平成10年）ごろ、Kは結婚相談所に登録した
2005年（平成17年）、兵庫県南あわじ市交際男性Gが死亡（書類送検されるが証拠不十分のため不起訴）
2006年（平成18年）5月、Kは兵庫県西宮市の男性と2度目の結婚をするが男性は8月に死亡。
2007年（平成19年）、Kはこの頃先物取引に手を出し、Kは約3億円の損失を出す。
同年12月18日、兵庫県神戸市北区の交際男性C（当時78歳）が倒れ、緊急搬送され、2009年（平成21年）5月に死亡（起訴案件）。事件直後は事件性は疑われず検査も行われなかったが、体内の酸素が機能しなくなる青酸中毒特有の症状が記録されていた。Kはこの日、Cに投資目的で受け取った4000万円を返す約束をしていた。2008年（平成20年）6月にKはCの長女に投資の配当金を含むとして4800万円を返済した。同年5月にFを殺害して得られた遺産をこの返済に充てたと見られ、Cへの返済を回避するためにCを殺害したと見られる中、Cの長女に返済したのは多額の金銭のやり取りがあったことがCの親族に発覚したことを受けて怪しまれることを避けるためと考えられている。
2008年3月、奈良県奈良市の交際男性E死亡（書類送検後証拠不十分のため不起訴）。Eは死亡の約2ヶ月前にKに全財産を遺贈するとする公正証書遺言を作成していた。
同年4月、Kは大阪府松原市の男性Fと3度目の結婚をするが5月17日にFは死亡した（書類送検後証拠不十分のため不起訴）。KはFが死亡5日前に作った「全財産をKに相続させる」という公正証書遺言を根拠に約5800万円の遺産を相続した。
2012年（平成24年）3月9日、大阪府貝塚市の交際男性B（当時71歳）が死亡（起訴案件）。Bは喫茶店でKと会っていたが店を出た直後に転倒し、その後死亡が確認された。当初病死と見られていたBだったが、A事件発覚後に大阪府警が偶然保存されていたBの血液を鑑定したところ青酸化合物が検出された。Bの死亡保険金の受取人は半年前にKに変更されていた他、3ヶ月前の2011年（平成23年）12月26日には「死亡した場合には全財産をKに遺贈する」とした公正証書遺言が作成されていた。Kは事件翌日にBの自宅金庫を解錠業者に開けさせ、預貯金や死亡保険金、Bのマンションを売却するなどして合計1943万円の遺産を取得した。
2013年（平成25年）5月、大阪府堺市の交際男性H死亡（書類送検後証拠不十分のため不起訴）
同年9月20日、兵庫県伊丹市の交際男性D（当時75歳）死亡（起訴案件）。当時死因は肺がんとされ、司法解剖は行われていない。Kは搬送先の病院に付き添い、医師が人工呼吸器をつけるか尋ねたところこれを断り、約1時間後Dは死亡した。事件18日前にDが全財産をKに遺贈するとの公正証書遺言が作成され、事件4日後にKは解錠業者にDの自宅金庫を開けさせて1538万円の遺産を取得した。Dは事件の4日前に「万が一のとき」のためとして、自宅の鍵を渡しておくことと公正証書や通帳などを金庫に鍵をかけてしまっておくことを頼むメールを送っている。
同年11月、Kは京都府向日市の男性A（当時75歳）と4度目の結婚をするが、Aは12月28日に死亡した（起訴案件）。血液からは致死量を上回る青酸成分が検出された。Kは2日後には解錠業者に頼んでAの金庫を開けさせ遺産を取得しようとしたが、不審に思った親族が口座を凍結させたため実際にKが得た遺産は270万円に留まった。事件当日の午前中、KはAの主治医にAが「1週間ほど前に突然下あごと首に激痛が走り七転八倒した」と虚偽の症状を訴え、事件の「事前準備」をした疑いも持たれた。Kは後の裁判で殺害の動機としてAが以前交際した女性には「1000万、2000万円を渡していた」のに自分にはくれなかったことから差別されたと感じたことを挙げた。
2014年（平成26年）夏、Kが処分したプランター内で発見された名刺サイズのビニール袋から高濃度の青酸化合物が検出される。同様の袋がKのマンションからも発見される。
2014年（平成26年）11月19日、京都府警察本部はKをA殺人容疑で逮捕。KはAの殺害について当初は否認していたが、後に「結婚した後、金が自由にならなかったので殺した」と供述。同年12月10日、京都地方検察庁はKを同罪で起訴。
2015年（平成27年）1月28日、大阪府警察本部はB殺人容疑でKを再逮捕。同年2月18日大阪地検はKを同罪で追起訴。再逮捕後の取り調べの中でKがA、B以外の男性の殺害を認めたため、3月に大阪府警、京都府警、兵庫県警、奈良県警による合同捜査本部が設置される。
6月11日、大阪府警察本部などの合同捜査本部は、兵庫県神戸市のC（死亡時79歳）に対する殺人未遂容疑でKを再逮捕。7月2日、大阪地方検察庁は同罪でKを追起訴。
9月9日、大阪府などの合同捜査本部は2013年9月20日に死亡した兵庫県伊丹市のD（死亡時75歳）に対する殺人容疑でKを再逮捕。同月30日、大阪地検は同容疑でKを追起訴。
10月27日、大阪府警などの合同捜査本部は2008年3月に死亡した奈良県奈良市のE（死亡時75歳）と2008年に死亡した大阪府松原市のF（死亡時75歳）に対する殺人容疑でKを追送検。2人とも死亡時に司法解剖されず、病死とされていた。Kは2人に関して「青酸化合物を飲ませた」と容疑を認めたが、有力な物証がなかった。
11月6日、大阪府警察本部などの合同捜査本部は2005年3月死亡した兵庫県南あわじ市の男性G（死亡時68歳）に対する殺人容疑と2013年5月死亡した大阪府堺市の男性H（死亡時68歳）に対する強盗殺人容疑でKを追送検。2人とも死亡時に司法解剖されず、病死とされていた。
11月20日、大阪地方検察庁は被害者E・F・G・Hに対する容疑について嫌疑不十分として不起訴とした。

## 刑事裁判
被告人KはA・B・Dの被害者計3人に対する3件の殺人罪とCに対する1件の殺人未遂罪で起訴された。

### 第一審・京都地裁
2017年（平成29年）6月26日に京都地方裁判所（中川綾子裁判長）で第一審公判（裁判員裁判）が開かれた。公判では主に認知症を抱える被告人Kの責任能力・訴訟能力と、被告人の供述以外の直接証拠が乏しいことが争点となった。
2017年10月10日に論告求刑公判が開かれ、検察側（京都地方検察庁）は被告人Kに死刑を求刑した。翌日（2017年10月11日）に弁護人が最終弁論で無罪を主張し、被告人Kは最終意見陳述で「全て弁護士に任せてあり、私から言うことはありません」と述べて結審した。初公判から同日の結審までに公判回数は全37回に及んだ。死刑求刑後、被告人Kは当時の収監先・京都拘置所から関西テレビ放送宛てに手紙を送り、元夫Aの殺害を認めた上で「今は生きていくことがしんどいが自殺する勇気もない」などと心情を綴っていた。
2017年11月7日に判決公判が開かれ、京都地裁第3刑事部（中川綾子裁判長）は「認知症を最大限考慮しても死刑を回避すべき事情はない」として検察側（京都地検）の求刑通り被告人Kに死刑判決を言い渡した。
- それまでの裁判員裁判では初公判から結審まで過去2番目の長さとなる135日に及ぶ長期審理となったほか[59][60]、判決日時点の年齢で最高齢の死刑判決（被告人Kは同日時点で70歳）となった[61]。また京都地裁では裁判員裁判で言い渡された死刑判決は本件が初となった[62]。
- 判決理由で京都地裁は「被告人Kが処分したプランターから青酸化合物が入った袋が見つかったことから、一般に入手困難な青酸を被告人Kが持っていた」と事実認定した[58]。その上で「被告人Kが被害者と夫婦や交際相手であったため疑いを持たれずに青酸を服用させることが可能であった」と指摘して「被告人Kが被害者の死亡前後に遺産の取得に動いたことから犯人は被告人Kしか考えられない」と判断した[58]。
- 弁護側は「被告人Kの認知症進行により責任能力も訴訟能力もない」として無罪を訴えていたが、弁護側の主張を受けて2016年5月から9月にかけてKの精神鑑定を行った医師はKが犯行時、同時期に複数の相手と交際するという正確なスケジュール管理を行い、被害者の死後には遺産相続に必要な手続きを自らの手で実行していたことから「一貫性のある行動を取っている」と判断し、2015年から認められる軽度のアルツハイマー型認知症は犯行に影響を与えていないと判断した[63]。判決においてもKの認知症は鑑定時（2016年9月）に医師が迷うほど軽度で、事件当時は認知症その他精神疾患にも罹患していなかったと認定された。また、Kが相手の文面を理解してメールのやりとりをし、複数の男性に互いの存在を知られないように巧みに隠し通しており、物忘れを窺わせる事情は見当たらないことなどから犯行時のKの完全責任能力は認められ、鑑定医の証言に加え、公判廷での言動を見ても、重要な利害を弁別し、それに従って相当な防御をする訴訟能力も有しているとされた[15]。
- 無罪を主張していた弁護人側は大阪高等裁判所に即日控訴した[56]。

### 控訴審・大阪高裁
- 担当部署：大阪高等裁判所（裁判長：樋口裕晃）[64] - 裁判所ウェブサイトによれば樋口が所属する刑事部は「第4刑事部」である[65][66]。
- 事件記録符号（事件番号）：平成30年(う)第128号[67]

大阪高等裁判所は2019年（平成31年）1月27日までに本事件の控訴審初公判を2019年3月1日に開くことを決めた。これに先立ち大阪拘置所に収監されている被告人Kは2019年2月に『毎日新聞』（毎日新聞社）記者と計4回にわたり面会し、「被害者4人に青酸入りカプセルを飲ませたことは記憶している。死刑は覚悟している。死刑執行されたら臓器提供をしたい」などと話した。第一審では被害者遺族に対する謝罪の言葉は述べなかったが、被告人Kは記者に対し謝罪・反省の意思があることを強調した。
それ以外にも被告人Kは控訴審初公判を前に2019年1月には毎日放送（JNN系列）記者と、2019年2月には『読売新聞』（読売新聞社）・『朝日新聞』（朝日新聞社）・関西テレビ放送（FNN系列）の各記者とそれぞれ接見に応じている。
大阪高裁（樋口裕晃裁判長）で2019年3月1日に控訴審初公判が開かれ、控訴審の審理は同日のみで即日結審した。
- 弁護人側は改めて「被告人Kは無罪」と主張した上で[77][80]「被告人Kは重度の認知症であり訴訟能力がない。第一審の公判前に精神鑑定を実施し“完全責任能力がある”と鑑定した精神科医は認知症の専門家ではなく信用性は極めて低い」と主張して公判停止とするか精神鑑定を再度実施するよう求めたが[79]、樋口裁判長は公判を停止せず精神鑑定も却下した[78]。一方で検察官は「被告人Kに訴訟能力があったことは明白」と主張して死刑判決支持・控訴棄却を求めた[77][79]。
- 同日は被告人Kは出廷しなかったが開廷後、外部から「出廷を希望している」と連絡が入ったために一時的に混乱・休廷した[78]。

2019年（令和元年）5月24日に控訴審判決公判が開かれ、大阪高裁（樋口裕晃裁判長）は第一審・死刑判決を支持して被告人K・弁護人の控訴を棄却する判決を言い渡した。なお弁護人側は判決言い渡しの前に樋口裁判長へ再度の精神鑑定請求をした上で被告人質問実施を改めて申し入れたが「必要性がない」として却下され、実質的な審理はまったく行われないまま控訴審判決が言い渡された。
被告人Kの弁護人は控訴審判決後に「現時点における被告人Kの訴訟能力を一切審理しないまま死刑判決を維持した」と大阪高裁の訴訟指揮を批判し、同判決を不服として最高裁判所へ即日上告した。

### 上告審・最高裁第三小法廷
最高裁判所第三小法廷（宮崎裕子裁判長）は2021年（令和3年）4月8日までに本事件の上告審口頭弁論公判開廷期日を「2021年（令和3年）6月8日」に指定して関係者に通知した。
最高裁第三小法廷（宮崎裕子裁判長）で2021年6月8日に上告審の公判が開かれ、弁護側は改めて無罪を、検察側は上告棄却をそれぞれ求めた。その後、最高裁第三小法廷（宮崎裕子裁判長）は2021年（令和3年）6月16日までに上告審判決公判の期日を同年6月29日に指定した。
2021年6月29日、最高裁第三小法廷（宮崎裕子裁判長）で上告審判決公判が開かれ、被告人K側の上告を棄却する判決を言い渡したため、Kの死刑が確定することとなった。Kの弁護人は同年7月2日付で、最高裁に上告審判決の訂正を申し立てたが、この申立も同月16日付で最高裁第三小法廷（宇賀克也裁判長）が出した決定によって棄却されたため、17日付で被告人Kの死刑が確定した。

## 再審請求・獄死
2022年（令和4年）、死刑囚として大阪拘置所に収監されていたKは、一連の事件のうちD事件について京都地裁に再審請求を行った。請求は同年9月30日付。Kの弁護側は、Dが肺がん治療のために服薬していた抗がん剤の副作用などによる「がん関連性血栓症による脳幹梗塞」 で死亡したとする医師の所見が記された鑑定書を新証拠として提出した。Kは判決確定前から『京都新聞』記者の取材に対し、「死刑を受け入れる覚悟はあるが、判決に不満はある」と述べていた。京都地裁（安永武央裁判長）は2024年（令和6年）3月11日付でKの再審請求を棄却する決定を出した。安永裁判長は決定理由の中で、鑑定書の結果を踏まえても、確定審でDが病死だった可能性を否定した専門医らの証言は信用性があるとの判断を示した。K側は決定を不服として大阪高裁に即時抗告した。
2024年12月26日、Kが同日に死亡したことを法務省が明らかにした。病死とみられるという。法務省と大阪拘置所によると、午前6時半ごろに職員が見回った際は拘置所の単独室で座っていたが、約1時間後、あおむけの状態のまま呼びかけに応じなかったため、救急搬送され、午前10時に病院で死亡が確認された。解剖の結果、死因は心タンポナーデによる病死であることが判明、遺骨は遺族に引き渡された。
大阪高等裁判所（村越一浩裁判長）は、Kの死亡を理由に2025年2月5日付で再審請求の手続きを終了した 。

## 民事訴訟
殺害された被害者男性Dの遺族2人は、損害賠償命令制度に基づき、被告人Kに計約4,037万円の損害賠償を申し立てたが、被告人Kが異議を申し立てたため民事訴訟に移行した。京都地裁（久留島群一裁判長）は2019年10月29日、慰謝料・逸失利益として被告人Kに計約2,640万円の賠償を命じる判決を言い渡した。その後、大阪高裁も同判決を支持し、最高裁第三小法廷（戸倉三郎裁判長）が2021年7月6日付で被告（加害者K）側の上告を棄却する決定を出したため、計約2,640万円の支払いを命じた判決が確定している。